# Нарыга
Нары́га — упразднённая деревня в Ненецком автономном округе Российской Федерации.

## География
Деревня расположена на острове в протоке реки Печора — Узкий шар. Расстояние до административного центра муниципального образования «Андегский сельсовет», деревни Андег — 17 км. Расстояние до Нарьян-Мара — 18 км.

## История
Деревня Нарыга упоминается в Переписной книге Пустозерского острога и уезда 1678—1679 г. воеводы Г. Я. Тухачевского. Называлась она «жира Норыгино», состоящая из трёх дворов: Двор Максимки Давыдова сына Корепанова, у которого три сына; двор Андрюшки Давыдова сына Корепанова, у него три сына и двор Офоньки Кирьянова, у него четыре сына".
Население занималось рыболовством и животноводством. Деревня была многолюдной и зажиточной, пока не началось укрупнение колхозов. Колхозы Андега и Нарыги объединились в один с центральной базой в деревне Андег. Нарыга стала участком колхоза «Север». Не всем это понравилось, и многие жители решили переехать в город. Постепенно выехала большая часть населения Нарыги.
С 1992 по 2009 год деревня входила в муниципальное образование Андегский сельсовет.

22 декабря 2009 года деревня упразднена, жители переселены в село Тельвиска. На момент отселения в деревне проживало 13 человек.
В настоящее время часть бывших жителей каждым летом посещают свои сохранившиеся дома, используя их как дачи.

## Носители русской эпической традиции, сказители былин

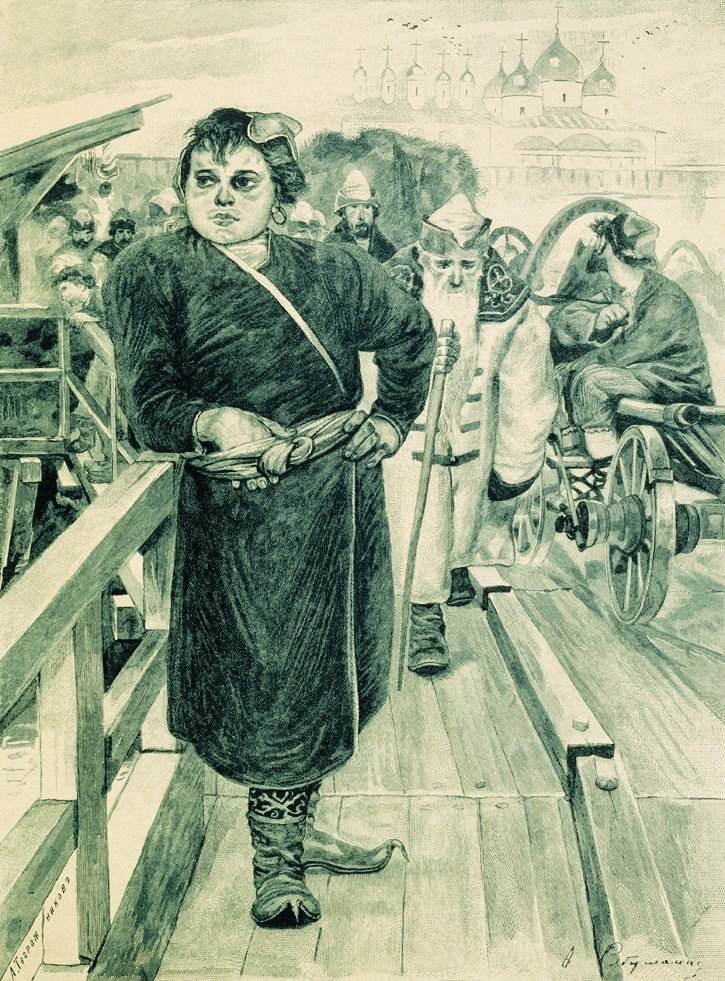
Андрей Петрович Рябушкин. «Василий Буслаев». 1895. Иллюстрация к книге «Русские былинные богатыри»

Былины в деревне Нарыга и других сёлах Печёры были записаны российским фольклористом, этнографом Н.Е. Онучковым в 1901 году. В своём труде "Печорские былины", изданном в 1904 году он не только записал сами былины, но и подробно описал характеры, образ жизни самих сказителей и характер исполнения ими былин. В Нарыге шесть былин были записаны от Никонова Василия Артамоновича («Потап Иванович 12-ти лет», «Василий Буслаев», «Кострюк», «Князь Гагарин», «14-е декабря 1825 г.», «Жена разбойника»)